# Piophila pallida
Piophila pallida är en tvåvingeart som beskrevs av Mcalpine 1977. Piophila pallida ingår i släktet Piophila och familjen ostflugor.
Artens utbredningsområde är Peru. Inga underarter finns listade i Catalogue of Life.